# Enid Cook de Rodaniche
Enid Cook de Rodaniche (Distrito de Columbia, Estados Unidos de América, 1907 - Panamá, 1989) fue una viróloga, parasitóloga y bacterióloga estadounidense en Panamá.

## Biografía
Se considera una pionera en ciencias en Panamá, su país de residencia durante la mitad de su vida. Fue jefa del Laboratorio de Salud Pública del Instituto Conmemorativo Gorgas de Estudios de la Salud en la Ciudad de Panamá, Panamá, donde fue la primera persona en aislar el virus de la fiebre amarilla en Panamá y, junto con su esposo, el médico panameño Arcadio Rodaniche, identificó y caracterizó la cepa viral responsable de un brote de polio en Panamá en 1950–51. Formó parte del cuerpo docente fundador de la Facultad de Medicina de la Universidad de Panamá. Fue la primera estudiante negra en graduarse de Bryn Mawr College, con especialización en química y biología. El Centro Enid Cook '31 en Bryn Mawr College lleva su nombre, y el Club Rotario de Panamá otorga la Medalla Dr. Enid Cook de Rodaniche para resaltar el trabajo de los científicos y profesionales de la salud en investigación.

## Educación
Enid Cook se graduó de la escuela secundaria Dunbar High School en Washington D. C. Asistió a la Universidad de Howard, luego se transfirió en 1927 a Bryn Mawr College. En 1931, fue la primera estudiante negra en graduarse de Bryn Mawr, una escuela del grupo de universidades para mujeres de las "siete hermanas" Seven Sister. Obtuvo su Ph.D. en virología en la Universidad de Chicago en 1937. Su tesis se tituló "Estudios sobre el virus de la encefalitis de San Luis".
La admisión de Cook a Bryn Mawr fue un tema de intenso debate entre la facultad y la administración de la universidad, y la primera presidenta de la universidad, Martha Carey Thomas, se opuso particularmente. Aunque Thomas ya no era presidente de la universidad en ese momento, ella mantuvo un puesto en el consejo de administración e intentó usar ese puesto para evitar la admisión de Cook. Thomas se había negado a permitir que ningún estudiante negro asistiera a Bryn Mawr mientras ella era presidenta. Cuando finalmente admitieron a Cook en Bryn Mawr, se le negó el acceso a los dormitorios del campus y se vio obligada a vivir fuera del campus en la casa de un profesor. Los estudiantes negros no serían estudiantes residenciales en Bryn Mawr hasta 1946.

## Trayectoria
Después de obtener su Ph.D. en virología de la Universidad de Chicago en 1937, fue profesora allí desde 1937 hasta 1944. Durante su tiempo en la universidad, publicó una serie de artículos en revistas sobre su investigación sobre la encefalitis de San Luis y el herpes. A partir de 1946, fue jefa del Laboratorio de Salud Pública del Instituto Conmemorativo Gorgas en la Ciudad de Panamá, Panamá, donde su trabajo se centró en las enfermedades virales y las rickettsias. Fue fundadora de la Facultad de Medicina de la Universidad de Panamá y su primera profesora de parasitología y microbiología. Publicó más de 30 artículos a lo largo de su carrera. Su trabajo exploró una amplia variedad de rickettsiosis, incluida la fiebre maculosa de las Montañas Rocosas y el tifus, así como enfermedades virales como la poliomielitis y la fiebre amarilla. Su investigación en parasitología incluyó trabajos sobre toxoplasmosis, giardia y malaria.

## Publicaciones
1.     Rodaniche, Arcadio; Rodaniche, Enid C. (1952). "Una epidemia de poliomyelitis aguda anterior en Panamá en 1950-1951". ("An Epidemic of Acute Anterior Poliomyelitis in Panama in 1950-1951")(PDF)
American Journal of Tropical Medicine and Hygiene. 1 (5): 784–788.
2.    Cook, Enid. A. (1937). "estudios del virus de la encefalitis de San Luis" ("Studies on the Virus of St. Louis Encephalitis"). Estados Unidos: University of Chicago, Department of Bacteriology.